# Xiphorhynchus beauperthuysii
Xiphorhynchus beauperthuysii, "streckkronad trädklättrare", är en fågelart i familjen ugnfåglar inom ordningen tättingar. Den betraktas oftast som underart till droppträdklättrare (Xiphorhynchus ocellatus) men urskiljs sedan 2016 som egen art av Birdlife International och IUCN. Den kategoriseras av IUCN som livskraftig.
Fågeln delas in i två underarter med följande utbredning:
- X. b. lineatocapilla – endast känd från typexemplaret som tros komma från ett område utmed Orinocofloden i södra Venezuela
- X. b. beauperthuysii – nordvästra Amazonområdet norr om Amazonfloden i östra och sydöstra Colombia, allra sydligaste Venezuela (sydvästra Amazonas), östra Ecuador, nordöstra Peru och nordvästra Brasilien (österut till Río Negro).